# لورانس غاما
لورانس غاما (بالإنجليزية: Lawrence Gama)‏ هو سياسي تنزاني، ولد في 19 يناير 1935، وتوفي في 16 ديسمبر 2009. حزبياً، نشط في حزب الثورة ‏. وقد انتخب عضو الجمعية الوطنية لتنزانيا.